# Yes, Giorgio
Yes, Giorgio – amerykańska komedia z 1982 roku na podstawie książki Anne Piper.

## Opis fabuły
Giorgio Fini jest śpiewakiem operowym, który odbywa tournée po Ameryce. Po drodze spotka go wiele perypetii, głównie sercowych.

## Główne role
- Luciano Pavarotti – Giorgio Fini
- Kathryn Harrold – Pamela Taylor
- Eddie Albert – Henry Pollack
- Paola Borboni – Siostra Theresa
- James Hong – Kwan
- Beulah Quo – Mei Ling
- Norman Steinberg – Dr Barmen
- Rod Colbin – Ted Mullane
- Kathryn Fuller – Faye Kennedy
- Joseph Mascolo – Dominic Giordano
- Karen Kondazian – Francesca Giordano

i inni

## Nagrody i nominacje
Oscary za rok 1982
- Najlepsza piosenka „If We Were In Love” – muzyka: John Williams; słowa: Alan Bergman, Marylin Bergman (nominacja)

Złote Globy 1982
- Najlepsza piosenka „If We Were In Love” – muzyka: John Williams; słowa: Alan Bergman, Marylin Bergman (nominacja)

Złota Malina 1982
- Najgorszy scenariusz – Norman Steinberg (nominacja)
- Najgorszy aktor – Luciano Pavarotti (nominacja)
- Najgorszy debiut aktorski – Luciano Pavarotti (nominacja)